# Epiphragma (Epiphragma) caribicum
Epiphragma (Epiphragma) caribicum is een tweevleugelige uit de familie steltmuggen (Limoniidae). De soort komt voor in het Neotropisch gebied.